# 印度铁路研究设计和标准中心
印度铁路研究设计和标准中心，是印度政府铁道部下轄的一個研究開發组织，它主要向鐵路局提供與铁路设备设计、铁路建设、运营和维护有關的技術和咨询服務。